# Ајновска острва
Ајновска острва (рус. Айновские острова) малена је група коју чине два острва смештена у јужном делу акваторије Баренцовог мора, на неких 15 километара северно од северне обале Мурманске области Руске Федерације. Оба острва, Велики и Мали Ајнов, административно припадају Печеншком рејону Мурманске области. Острва су међусобно раздвојена пролазом ширине око 1,4 километра дубине до 17 метара. На око 4 км источно од Малог Ајнова је западна обала полуострва Средњи.
Оба острва су доста ниска, највиша тачка има надморску висину од 19 метара. Острва су ненасељена, позната су као гнездилишта морских птица селица и представљају део Кандалакшког резервата биосфере.
У периоду 1920−1944. острва су се налазила у саставу Финске.